# Зарой (Дятловский район)
Заро́й (транслит.: Zaroj; бел. Заро́й) — деревня в Даниловичском сельсовете Дятловского района Гродненской области Белоруссии. Согласно переписи населения 2009 года в Зарое проживало 59 человек. Площадь сельского населённого пункта составляет 54,01 га, протяжённость границ — 6,58 км.

## Этимология
Название деревни образовано от ориентира: поселение за Роем — небольшим водотоком (приток реки Ятранки в системе Молчади).

## История
На начало XX века Зарой — деревня в Кошелёвской волости Новогрудского уезда Минской губернии.
В 1921—1939 годах Зарой находился в составе межвоенной Польской Республики. В 1923 году Зарой относился к сельской гмине Кошелёво Новогрудского повята Новогрудского воеводства. В Зарое было 70 хозяйств, проживал 241 человек. В сентябре 1939 года Зарой вошёл в состав БССР.
В 1996 году Зарой входил в состав колхоза «Гвардия». В деревне насчитывалось 63 домохозяйства, проживало 135 человек.

## Достопримечательность
- Памятник погибшим местным жителям.
- В 2018 году установлен мемориальный знак в память о железной дороге.